# مديحة سالم
مديحة سالم (2 أكتوبر 1944 - 19 نوفمبر 2015)، ممثلة مصرية معتزلة.

## عن حياتها
مولودة في القاهرة، حصلت على شهادة الثانوية العامة من كلية البنات بالزمالك وبسبب رحيل أبيها انقطعت عن الدراسة، ومثلت في السينما دور البنت الشقية. وقامت ببطولة بعض الأفلام، واشتهرت في المسلسل الإذاعي داليا المصرية، وجسدت دور الفتاة الرومانسية. تزوجت مديحة وابتعدت عن الفن واعتزلته في مطلع الثمانينات وتفرغت لحياتها الأسرية.

## أعمالها

### الأفلام
- 1961: بلا دموع
- 1961: المراهق الكبير
- 1962: مذكرات تلميذة
- 1962: آه من حواء
- 1963: طريق الشيطان
- 1963: سجين الليل
- 1963: أم العروسة
- 1963: الليلة الأخيرة
- 1963: العريس يصل غدًا
- 1964: المغامرة الكبرى
- 1964: العزاب الثلاثة
- 1964: الرسالة الاخيرة
- 1965: هي والرجال
- 1965: فجر يوم جديد
- 1965: صبيان وبنات
- 1965: العلمين
- 1965: أغلى من حياتي
- 1966: 3 لصوص
- 1967: النصف الآخر
- 1967: الراجل ده حيجنني
- 1968: لصوص لكن ظرفاء
- 1968: حواء على الطريق
- 1968: النيل والحياة
- 1971: ملكة الليل
- 1972: حب وكبرياء
- 1975: الزائر الغريب
- 1975: ليلة وذكريات
- 1980: الأشجار تموت واقفة

### المسلسلات
- 1963: هارب من الأيام
- 1964: القط الأسود
- 1965: لا تطفئ الشمس
- 1968: ولاد الحارة
- 1969: ليلى
- 1970: سيداتي آنساتي
- 1970: للأزواج فقط
- 1973: مذكرات فتاة مجهولة
- ١٩٨٠مسلسل الخيوط الفضية
- 1977: الحصار
- 1978: في منتصف الليل
- 1978: إني خائفة
- 1978: الليلة الموعودة
- 1979: نفوس معذبة
- 1982: داليا المصرية
- 1982: الرجل والحصان
- 1998: القضاء في الإسلام (ج8)
- 2000: القضاء في الإسلام (ج9)

## روابط خارجية
- مديحة سالم على موقع IMDb (الإنجليزية)
- مديحة سالم على موقع الدهليز
- مديحة سالم على موقع قاعدة بيانات الأفلام العربية
- مديحة سالم على موقع كينوبويسك (الروسية)